# Салім Ільєс
Салім Ільєс (араб. سليم ايلاس, нар. 14 травня 1975, в Орані, Алжир) — алжирський плавець. Срібний та бронзовий призер Чемпіонату світу на короткій воді, п'ятиразовий чемпіон Всеафриканських ігор.

## Кар'єра
Першим великим міжнародним стартом стали для Саліма Ільєса Всеафриканські ігри 1995 року, де він став чемпіоном на дистанції 100 м вільним стилем. У 1996 році брав участь у своїх перших Олімпійських іграх, але особливих успіхів не досяг.
У 1999 році на Всеафриканських іграх в Йоганнесбурзі завоював срібну (100 м вільним стилем) та бронзову (200 м вільним стилем) нагороди.
Ільєс брав участь в Олімпійських іграх 2000 року в Сіднеї. Найкраще місце — тринадцяте, на дистанції 100 м вільним стилем.
У 2002 році на Чемпіонаті світу на короткій воді в Москві алжирець став третім на дистанції 100 м вільним стилем і отримав бронзову медаль.
У 2003 році став дворазовим чемпіоном Всеафриканських ігор, перемігши на дистанції 50 і 100 м вільним стилем.
На Олімпійських Іграх-2004 в Афінах на дистанції 50 м вільним стилем пробився у фінальний заплив і посів останнє, восьме місце. У жовтні того ж року на Чемпіонаті світу на короткій воді в Індіанаполісі виграв срібну медаль на дистанції 100 м вільним стилем.
У 2006 році на Чемпіонаті Африки Досі став дворазовим чемпіоном змагань.
У 2007 році спортсмен виграв дві золоті нагороди на Всеафриканських іграх, що проходили на батьківщині в Алжирі.
Брав участь в Олімпійських іграх 2008 року в Пекіні, але у фінальний заплив не потрапив.